# 우사라만나
우사라만나(Ussaramanna)는 사르데냐어로 소라마나라고 하며, 이탈리아 사르데냐 주 수드사르데냐도에 있는 코무네(지방 자치체)로, 칼리아리에서 북서쪽으로 약 60 킬로미터 (37 mi) 떨어져 있고, 산루리에서 북쪽으로 약 15 킬로미터 (9 mi) 떨어져 있다.
우사라만나는 다음 지방 자치 단체들과 접해 있다: 바라딜리, 바레사, 파울리 아르바레이, 시디, 투리. 경제는 포도와 올리브 오일 생산을 중심으로 한 농업에 기반을 두고 있다. 시 경계 내에는 해발 165 미터 (541 ft)에 위치한 산 피에트로 누라게가 있다.